# Majdan (rejon drohobycki)
Majdan – wieś na Ukrainie w rejonie drohobyckim należącym do obwodu lwowskiego.
Pod koniec XIX w. wieś w powiecie drohobyckim Królestwa Galicji i Lodomerii.
W II Rzeczypospolitej wieś w powiecie drohobyckim województwa lwowskiego.
W latach 1939–1943 nacjonaliści ukraińscy z OUN-UPA zamordowali tutaj 46 Polaków, w tym 20 żołnierzy Wojska Polskiego, którzy 18 września 1939 szli w kierunku granicy z Rumunią. Latem 1941, po ataku III Rzeszy na ZSRR, zamordowano tutaj wszystkich żydowskich mieszkańców.